# روبرت بورنس (سياسي)
روبرت بورنس (بالإنجليزية: Robert Burns)‏ هو سياسي أمريكي، ولد في 12 ديسمبر 1792، وتوفي في 26 يونيو 1866. حزبياً، نشط في الحزب الديمقراطي. وقد انتخب عضو مجلس ولاية نيوهامبشير وانتخب عضو مجلس النواب الأمريكي.